# WeeChat
WeeChat (acrónimo de We Enhanced Environment for CHATs) es un cliente de IRC ligero en modo texto. Está licenciado bajo los términos de la licencia GNU GPL. Es expansible por medio de plugins y scripts.

## Características
Algunas características:
- Diversas interfaces gráficas: curses, GTK, Qt. (actualmente solo disponible curses)
- Capacidad de conectarse a múltiples servidores (compatible con IPv4, IPv6, y SSL).
- Lista de nicks personalizable.
- Hotlist inteligente.
- Barra de información para notificaciones y otros datos.
- División de ventanas horizontal y vertical.
- Compatible con scripts en: Perl, Python, Ruby, Lua, Tcl y guile (Scheme).
- Doble codificación de caracteres: global y por servidor/canal.
- Tubería FIFO para control remoto.

Existen paquetes para la mayoría de los sistemas basados en Unix y un paquete para Windows en progreso.